# Károly Markó der Ältere

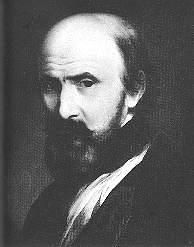
Károly Markó d. Ä.

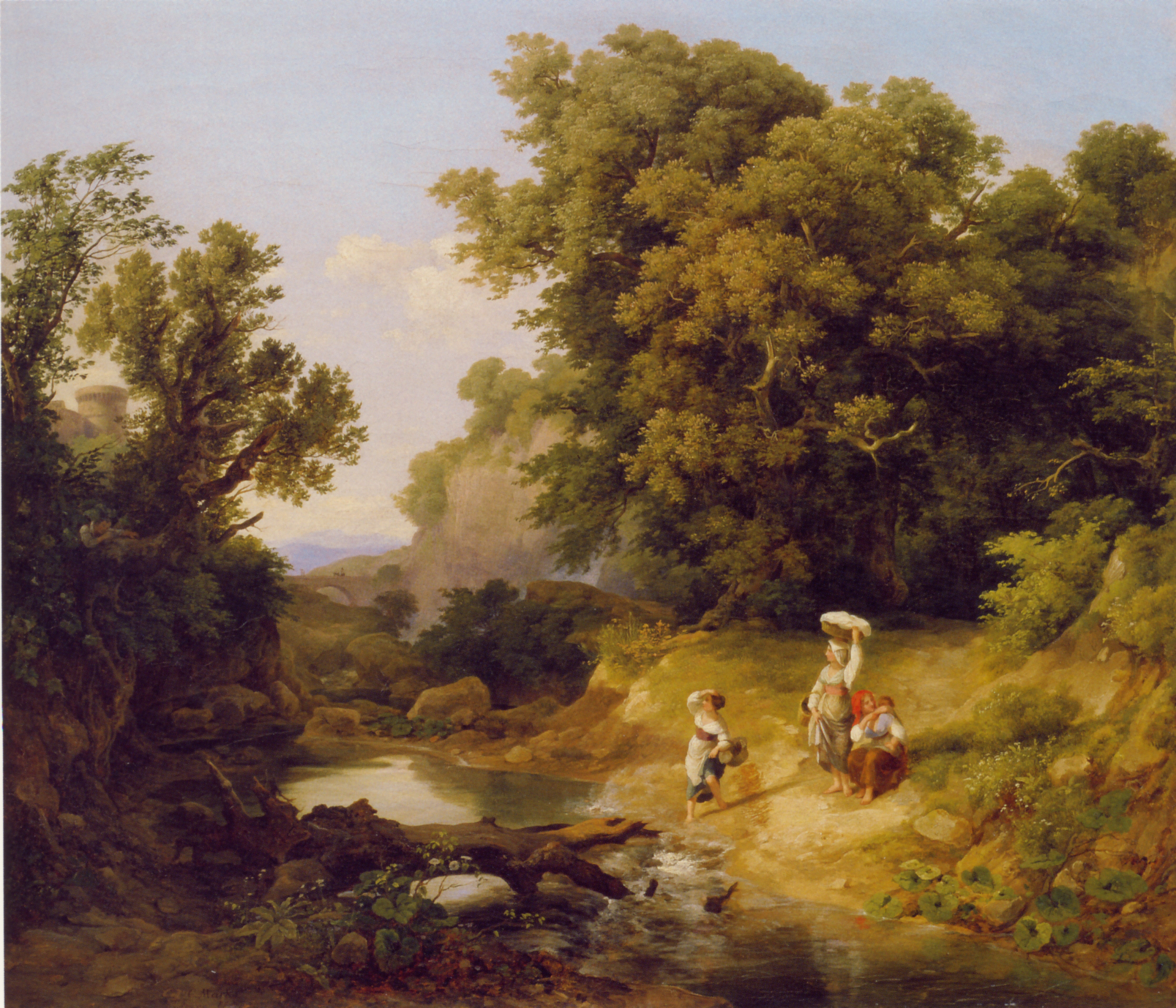
Ideale Landschaft

Károly Markó der Ältere (* 25. September 1791 in Leutschau, heute Levoča, Slowakei; † 19. November 1860 in Villa Appeggi bei Antella, Florenz) war ein ungarischer Maler.

## Leben
Markó erhielt seinen ersten Zeichenunterricht beim Vater, studierte dann aber Technik in Klausenburg und Pest. 1818–1821 besuchte er die Zeichenschule in Pest, ehe er 1822 in die Akademie der bildenden Künste Wien eintrat, in der er bis 1824 blieb. In Wien hatte er erste Erfolge als Maler und nahm 1826 an seiner ersten Ausstellung teil. 1826–1830 lebte er in Eisenstadt, von 1830 bis 1834 wieder in Wien. Hier malte er für Baron Geymüller ungarische Landschaften. 1834 ging Markó nach Rom, wo er freundschaftliche Beziehungen mit Joseph Anton Koch und Bertel Thorvaldsen einging, künstlerische Anerkennung fand und Aufträge von der österreichischen und italienischen Aristokratie erhielt. 1838 ging er nach Pisa und nahm von dort aus an einem Architekturwettbewerb für das Budapester Parlament teil. 1840 wurde er Professor der Accademia di Belle Arti in Florenz. Ab 1847 lebte er schließlich zurückgezogen in der Villa Appeggi und unternahm nur mehr wenige Reisen. Markó war auch Mitglied der Ungarischen Akademie der Wissenschaften.
Der Sohn des Künstlers, Károly Markó der Jüngere (1822–1891), war ebenfalls ein Landschaftsmaler, der großteils in Wien tätig war, aber nicht an das Talent seines Vaters heranreichte.

## Werke
Károly Markó begann als Porträtmaler, wandte sich aber bald dem Landschaftsbild zu, das er oft mit biblischen oder mythologischen Themen anreicherte. Er griff auf die malerische Tradition des 17. Jahrhunderts zurück, besonders auf Claude Lorrain und Nicolas Poussin. Seine Landschaften sind immer idealisierend. Er zählt zu den besten Landschaftsmalern seiner Zeit.
- Csorsztin und Nedecz (Budapest, Ungarische Nationalgalerie), 1820, Gouache, 34,7 × 48,6 cm
- Die Pester Orgel (Budapest, Ungarische Nationalgalerie), 1821, Gouache, 4,6 × 6,4 cm
- Visegrád (Budapest, Ungarische Nationalgalerie), 1826–30, Öl auf Leinwand, 58,5 × 83 cm
- Wanderer und sein Beschützer (Privatbesitz), 1829, Öl auf Leinwand, 40 × 53 cm
- Biblische Szene - Treffen von Jakob und Laban (Budapest, Ungarische Nationalgalerie), 1832, Öl auf Holz, 39 × 52,5 cm
- Diana auf der Jagd - Jagende Nymphen (Budapest, Ungarische Nationalgalerie), 1833, Öl auf Holz, 39 × 52,5 cm
- Von der Perle heiliger Altertümer (Budapest, Ungarische Nationalgalerie), 1833, Öl auf Holz
- Weinlese - Tarantella (Privatbesitz), 1835, Öl auf Leinwand, 64 × 84 cm
- Blick auf Rom (Privatbesitz), 1835, Gouache auf Karton, 27 × 22,8 cm
- Die Toilette der Venus (Privatbesitz), um 1830–40, Gouache auf Karton, 19 × 26 cm
- Frauen am Brunnen (Privatbesitz), 1836, Öl auf Leinwand, 63,5 × 84 cm
- Ideale Landschaft (Wien, Österreichische Galerie), 1837, Öl auf Leinwand, 36 × 41,5 cm
- Italienische Landschaft mit Viadukt und Regenbogen (Budapest, Ungarische Nationalgalerie), 1838, Öl auf Leinwand, 75 × 100 cm
- Umgebung von Tivoli (Budapest, Ungarische Nationalgalerie), 1839, Öl auf Leinwand, 63 × 84,5 cm
- Die Taufe Christi im Jordan (Budapest, Ungarische Nationalgalerie), 1840–41, Öl auf Holz, 44 × 64,5 cm
- Die Römische Campagna bei Ceraites (Budapest, Ungarische Nationalgalerie), 1843, Öl auf Leinwand, 76 × 100,5 cm
- Landschaft bei Tivoli mit Winzerszene (Budapest, Ungarische Nationalgalerie), 1846, Öl auf Leinwand, 116 × 163 cm
- Der Tod der Eurydike (Budapest, Ungarische Nationalgalerie), 1847, Öl auf Karton, 28,5 × 41 cm
- Ansicht von Appeggi (Budapest, Ungarische Nationalgalerie), 1848, Öl auf Leinwand, 39,5 × 55,3 cm
- Landschaft mit der Berufung des hl. Petrus (Wien, Österreichische Galerie), 1848, Öl auf Holz
- Fischer (Budapest, Ungarische Nationalgalerie), 1851, Öl auf Leinwand, 110 × 164,5 cm
- Landschaft mit Ochsenwagen (Privatbesitz), 1851, Öl auf Leinwand, 45 × 58 cm
- Die Puszta (Budapest, Ungarische Nationalgalerie), 1853, Öl auf Leinwand, 39,5 × 52 cm
- Ungarische Landschaft - Tiefebene mit Ziehbrunnen (Budapest, Ungarische Nationalgalerie), 1853, Öl auf Leinwand, 41 × 53 cm
- Begegnung zwischen Ruth und Boas (Privatbesitz), 1857, Öl auf Leinwand, 107 × 138 cm
- Aqua Nera bei Rom (Budapest, Ungarische Nationalgalerie), 1858, Öl auf Leinwand, 113 × 141,5 cm